# آمدروز
هنري فردريك آمدروز (بالإنجليزية: Henry Frederick Amedroz)‏ ( 1270 - 1335 هـ / 1854 - 1917 م ) هو مستشرق إنكليزي.

## حياته
- درس القانون وصار محامياً.
- تعلم اللغة العربية وأتقنها.
- قام بتحقيق عدد من النصوص العربية، منها أعمال لهلال الصابي وابن القلانسي وأبي علي مسكويه.[4]